# Шереметев, Семён Васильевич
Семён Васильевич Шереметев (ум. 8 октября 1561) — русский военный и государственный деятель, боярин и воевода, третий сын воеводы Василия Андреевича Шереметева (ум. 1548).

## Биография
В конце 1550 года Семён Васильевич Шереметев получил от царя во владение в московском уезде поместье в 200 четвертей земли. В конце того же 1550 года он участвовал в отражении набега ногайцев, совершивших нападение на «мещерские места» и на Старую Рязань. После завершения успешного похода царь Иван Васильевич Грозный пожаловал в Москве вернувшихся воевод «великим жалованьем». Царь устроил торжественный стол в Набережной палате, за который были приглашены воеводы и дети боярские, в том числе и Семён Шереметев.
В 1552 году во время осады русской армией Казани Семён Васильевич Шереметев вместе с князем Василием Семёновичем Серебряным-Оболенским был воеводой сторожевого полка. В ночь с 25 на 26 августа сторожевой полк и полк левой руки приступили к установке туров вдоль левого берега реки Булака, а к утру 26 августа туры были установлены. Казаки из сторожевого полка захватили Даирову башню, около Тайницких ворот Казани. Когда осаждённые казанцы лишились возможностью пользоваться водой из р. Казанки, стали добывать воду из источника у Муралеевских ворот. узнав об этом от пленных, Иван Грозный приказал воеводам сторожевого полка В. С. Серебряному и С. В. Шереметеву усторить подкоп под тайник, то есть подземный ход, который вел от этого рудника к городу. Русские установили в подкоп одиннадцать бочек пороха. Утром 4 сентября 1552 года произошел мощный взрыв, который разрушил тайник и часть городской стены. Воспользовавшись смятением в рядах защитников, сторожевой полк под командованием Василия Семёновича Серебряного-Оболенского и Семена Васильевича Шереметева бросился в образовавшийся пролом и ворвался в город, но не смог там удержаться из-за своей малочисленности и вынужден был отступить.

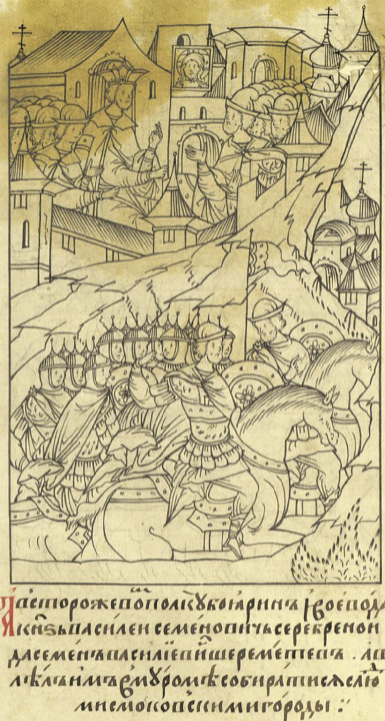
Иван IV Грозный посылает Василия Семёновича Серебряного и Семёна Васильевича Шереметьева в Муром

2 октября 1552 года во время взятия Казани Семён Васильевич Шереметев с частью сторожевого полка должен был штурмовать Муралеевы ворота крепости. 11 октября, когда царь Иван Грозный с русскими полками покинул Казань, Семен Шереметев повел передовой полк сухим путём через Васильсурск.
В июне 1555 года, когда Иван Васильевич Грозный во главе рати выступил из Москвы в Тулу, чтобы помочь воеводе Ивану Василеьвичу Большому Шереметеву против крымского хана Девлет Герая, Семён Васильевич Шеремеев был оставлен с передовым полком у Николы Зарайского. Вскоре С. В. Шереметев получил почётное звание дворецкого новгородского и был отправлен на воеводство в Великий Новгород.
С сентября 1555 по февраль 1556 года воевода Семён Васильевич Шереметев участвовал в войне со Швецией. Ещё до объявления войны между Русским государством и Швецией, в сентябре 1555 года шведы с моря и суши осадили русскую пограничную крепость Орешек. На помощь осажденному гарнизону было отправлено из Новгорода русское войско под предводительством князя Андрея Ивановича Ногтёва-Суздальского, Семёна Васильевича Шереметева и Захария Ивановича Плещеева. Они заставили шведов отступить от Орешка. В начале октября русские воеводы двинулись в поход на шведскую крепость Выборг в Южной Финляндии. В окрестностях Орешка московские полки потерпели поражение от превосходящих сил шведской армии. Русское командование стало деятельно готовиться к продолжению войны против Швеции. Первым воеводой большого полка, то есть главнокомандующим русской рати был назначен боярин князь Пётр Михайлович Щенятев. Первым воеводой передового полка стал Семён Васильевич Шереметев, его товарищем (заместителем) и вторым воеводой был назначен его младший брат Никита Васильевич Шереметев.
В начале января 1556 года русская рать выступила в поохд на шведские владения. В окрестностях Выборга произошло первое сражение. Шведская пехота при поддержке конницы атаковала ератул под командованием князя Приимкова-Ростовского и чуть его не разгромила. На помощь ертаулу прибыл передевой полк под предводительством братьев Семёна и Никиты Васильевичей Шереметевых, который разбил шведов, преследовал их версту под гору и попал под огонь новых шведских пищальщиков. На помощь Шереметевым подошли полк правой руки и татарский отряд царевича Кайбулы, которые довершили разгром шведского войска.
После возвращения из шведского похода в Москву Семён Васильевич Шереметев 27 марта 1556 года посетил Троице-Сергиеву лавру и дал в него вклад по своим родителям и по себе в размере 100 рублей.
В 1557 году Семён Шереметев получил боярский сан и был назначен на воеводство в Казань вместе с князем Семёном Ивановичем Микулинским.
8 октября 1561 года боярин Семён Васильевич Шереметев скончался, приняв перед смертью монашеский постриг под именем Стефана. Был погребен в Иосифо-Волоколамском монастыре.
Семён Васильевич Шереметев был женат на Марфе (ум. 1597), происхождение которой не известно. Их брак был бездетным. После смерти своего мужа Марфа приняла монашество под именем Марии.